# Mihrije Braha
Mihrije Braha, född 15 november 1967 i Mitrovica i Kosovo i Jugoslavien, är en albansk sångerska. 
Braha är främst känd genom sitt deltagande i olika albanska musikfestivaler. 1995 nådde hennes låt i Festivali i Këngës, "S'mund të jetoj pa ty" stor framgång. 2001 debuterade hon i Kënga Magjike med låten "1001 vjet vetmi". 2002 framförde hon låten "Nga ëndrra në ëndërr" vid Festivali i Këngës. 2008 debuterade hon i Top Fest med låten "Turbulenca". 2013 återkom Braha till Kënga Magjike med upptempolåten "Hajde nesër". Hon slutade på 28:e plats med 260 poäng.